# Paul Lecomte
Paul Henri Lecomte, född den 8 januari 1856 i Vosges, död den 12 juni 1934 i Paris, var en fransk botaniker. 
Auktorsnamnet Lecomte kan användas för Paul Lecomte i samband med ett vetenskapligt namn inom botaniken; se Wikipediaartiklar som länkar till auktorsnamnet.